# Joodse begraafplaats (Bellingwolde)
De Joodse begraafplaats van Bellingwolde is gelegen aan de Kerkweg. Ze werd in gebruik genomen omstreeks 1881. Er bevinden zich nog 14 grafstenen.

## Geschiedenis
Bellingwolde was niet zelfstandig als Joodse gemeente, maar viel onder Nieuweschans. Ook hier is een Joodse begraafplaats gelegen. Omdat Bellingwolde nogal afgelegen lag van Nieuweschans, werd in 1879 het verzoek ingediend om een eigen begraafplaats te krijgen. De grond was oorspronkelijk eigendom van de Dominee. Deze verpachtte de grond voor 5 gulden per jaar.
Er hebben in totaal 22 begrafenissen plaatsgevonden op de begraafplaats. Acht grafstenen zijn dus verdwenen, of wellicht in het geheel niet opgericht. Vooral in de Tweede Wereldoorlog gebeurde het vaak dat overledenen geen grafsteen kregen, doordat hun verwanten waren gevlucht of gedeporteerd. Echter, gezien het feit dat laatste graf is gedolven in 1939, is dat onwaarschijnlijk.
De grond is nu eigendom van de gemeente Westerwolde. De meeste andere Joodse begraafplaatsen in Nederland zijn eigendom van het Nederlands-Israëlitisch Kerkgenootschap (NIK).
In 2010 is er ter nagedachtenis aan de 37 joden uit Bellingwolde en Wedde, die in de Tweede Wereldoorlog zijn weggevoerd en vermoord, een monument op de begraafplaats onthuld. Het ontwerp is van de Drentse kunstenaar Efraïm Milikowski. Het monument bestaat uit zes blokken natuursteen en drie glazen panelen, met daarop de namen van de slachtoffers plus hun geboortedatum en de plek waar ze zijn omgebracht.
Op de naastgelegen Protestantse begraafplaats wordt nu begraven.